# MKB-10 poglavlje VI: Bolesti živčanog sustava

## (G00-G99) - Bolesti živčanog sustava

### (G00-G09) - Upalne bolesti središnjega živčanog sustava
- G00 Bakterijski meningitis, nesvrstan drugamo
  - G00.0 Haemophilus menigitis
  - G00.1 Pneumokokni menigitis
  - G00.2 Strepnokokni menigitis
  - G00.3 Stafilokokni menigitis
  - G00.8 Ostali bakterijski menigitisi
  - G00.9 Bakterijski menigitis, nespecificiran

- G01* Meningitis kod bakterijskih bolesti svrstanih drugamo
  - G01.0* Meningitis kod bakterijskih bolesti svrstanih drugamo

- G02* Meningitis kod zaraznih i parazitarnih bolesti svrstanih drugamo
  - G02.0* Meningitis kod virusnih bolesti svrstanih drugamo
  - G02.1* Meningitis kod mikoza
  - G02.8* Meningitis kod drugih specificiranih zaraznih i parazitarnih bolesti svrstanih drugamo

- G03 Meningitis prouzročen ostalim i nespecificiranim uzrocima
  - G03.0 Nepiogeni meningitis
  - G03.1 Kronični meningitis
  - G03.2 Benigni rekurentni meningitis /Mollaret/
  - G03.8 Meningitis uzrokovan ostalim specificiranim uzrocima
  - G03.9 Meningitis, nespecificiran

- G04 Encefalitis, mijelitis i encefalomijelitis
  - G04.0 Akutni diseminirani encefalitis
  - G04.1 Tropska spastična paraplegija
  - G04.2 Bakterijski meningoencefalitis i meningomijelitis, nesvrstan drugamo
  - G04.8 Ostali encefalitisi, mijelitisi i encefalomijelitisi
  - G04.9 Encefalitis, mijelitis i encefalomijelitis, nespecificiran

- G05* Encefalitis, mijelitis i encefalomijelitis kod bolesti svrstanih drugamo
  - G05.0* Encefalitis, mijelitis i encefalomijelitis kod bakterijskih bolesti svrstanih drugamo
  - G05.1* Encefalitis, mijelitis i encefalomijelitis kod virusnih bolesti svrstanih drugamo
  - G05.2* Encefalitis, mijelitis i encefalomijelitis kod ostalih zaraznih i parazitarnih bolesti svrstanih drugamo
  - G05.8* Encefalitis, mijelitis i encefalomijelitis kod bolesti svrstanih drugamo

- G06 Intrakranijalni i intraspinalni apscesi i granulomi
  - G06.0 Intrakranijalni apsces i granulom
  - G06.1 Intraspinalni apsces i granulom
  - G06.2 Ekstraduralni i subduralni apsces, nespecificiran

- G07* Intrakranijalni i intraspinalni apsces i granulom kod bolesti svrstanih drugamo
  - G07.0* Intrakranijalni i intraspinalni apses i granulom kod bolesti svrstanih drugamo

- G08 Intrakranijalni i intraspinalni flebitis i tromboflebitis
  - G08.0 Intrakranijalni i intraspinalni flebitis i tromboflebitis

- G09 Posljedice upalnih bolesti središnjega živčanog sustava
  - G09.0 Posljedice upalnih bolesti središnjega živčanog sustava

### (G10-G13) - Sistemne atrofije koja primarno zahvaćaju središnji živčani sustav
- G10 Huntingtonova bolest
  - G10.0 Huntingtonova bolest

- G11 Nasljedna ataksija
  - G11.0 Priro|ena neprogresivna ataksija
  - G11.1 Cerebelarna ataksija s ranim početkom
  - G11.2 Cerebelarna ataksija s kasnim početkom
  - G11.3 Cerebelarna ataksija s oštećenim obnavljanjem DNK
  - G11.4 Nasljedna spastična paraplegija
  - G11.8 Ostale nasljedne ataksije
  - G11.9 Nasljedna ataksija, nespecificirana

- G12 Spinalna muskularna atrofija i sindromi u vezi s njom
  - G12.0 Infantilna spinalna mišićna atrofija, tip I (Werdnig-Hoffman)
  - G12.1 Ostale nasljedne spinalne mišićne atrofije
  - G12.2 Bolest motoričkog neurona
  - G12.8 Ostale spinalne mišićne atrofije i sindromi u vezi s njima
  - G12.9 Spinalna mišićna atrofija, nespecificirana

- G13* Sistemne atrofije koje prije svega zahvaćaju središnji živčani sustav u bolesti svrstanih drugamo
  - G13.0* Paraneoplastična neuromiopatija i neuropatija
  - G13.1* Ostale sistemne atrofije koje prije svega zahvaćaju središnji živčani sustav kod neoplastičnih bolesti
  - G13.2* Sistemna atrofija koja primarno zahvaća središnji živčani sustav kod miksedema (E00.1, E03.-)
  - G13.8* Sistemna atrofija koja prije svega zahvaća središnji živčani sustav kod ostalih bolesti svrstanih drugamo

### (G20-G26) - Ekstrapiramidalni poremećaj i poremećaji kretnji
- G20 Parkinsonova bolest
  - G20.0 Parkinsonova bolest

- G21 Sekundarni parkinsonizam
  - G21.0 Maligni neuroleptični sindrom
  - G21.1 Ostali lijekom uzrokovani sekundarni parkinsonizam
  - G21.2 Sekundarni parkinsonizam uzrokovan ostalim vanjskim uzrocima (agensima)
  - G21.3 Postencefalitični parkinsonizam
  - G21.8 Drugi sekundarni parkinsonizam
  - G21.9 Sekundarni parkinsonizam, nespecificiran

- G22* Parkinsonizam kod bolesti svrstanih drugamo
  - G22.0* Parkinsonizam kod olesti svrstanih drugamo

- G23 Ostale degenarativne bolesti bazalnih ganglija
  - G23.0 Hallervorden-Spatzova bolest
  - G23.1 Progresivna supranuklearna oftalmoplegija /Steele-Richardson-Olszewski/
  - G23.2 Strijatonigralna degeneracija
  - G23.8 Ostale specificirane degenerativne bolesti bazalnih ganglija
  - G23.9 Degenerativne bolesti bazalnih ganglija, nespecificirane

- G24 Distonija
  - G24.0 Distonija uzrokovana lijekovima
  - G24.1 Idiopatska obiteljska distonija
  - G24.2 Idiopatska neobiteljska distonija
  - G24.3 Spazmodični tortikolis
  - G24.4 Idiopatska orofacijalna distonija
  - G24.5 Blefarospazam
  - G24.8 Ostale distonije
  - G24.9 Distonija, nespecificirana

- G25 Ostali ekstrapiramidalni poremećaji i poremećaji kretnji
  - G25.0 Esencijalni tremor
  - G25.1 Tremor uzrokovan lijekom
  - G25.2 Ostali specificirani oblici tremora
  - G25.3 Mioklonus
  - G25.4 Koreja uzrokovana lijekom
  - G25.5 Ostale koreje
  - G25.6 Tikovi uzrokovani lijekom i ostali tikovi organskog podrijetla
  - G25.8 Ostali specificirani ekstrapiramidalni poremećaji i poremećaji kretnji
  - G25.9 Ekstrapiramidalni poremećaj i poremećaj kretnji, nespecificiran

- G26* Ekstrapiramidalni poremećaj i poremećaj kretnji kod bolesti svrstanih drugamo
  - G26.0* Ekstrapiramidalni poremećaj i poremećaj krenji kod bolesti svrstanih drugamo

### (G30-G32) - Ostale degenerativne bolesti živčanog sustava
- G30 Alzheimerova bolest
  - G30.0 Alzheimerova bolest s ranim početkom
  - G30.1 Alzheimerova bolest s kasnim početkom
  - G30.8 Druga Alzeihamerova bolest
  - G30.9 Alzeihamerova bolest, nespecificirana

- G31 Ostale degenerativne bolesti živčanog sustava, nesvrstane drugamo
  - G31.0 Cirkumskriptna atrofija mozga
  - G31.1 Senilna degeneracija mozga, nesvrstana drugamo
  - G31.2 Degeneracija živčanog sustava uzrokovana
  - G31.8 Ostale specificirane degenerativne bolesti živčanog sustava
  - G31.9 Degenerativna bolest živčanog sustava, nespecificirana

- G32* Ostale degenerativne bolesti živčanog sustava kod bolesti svrstanih drugamo
  - G32.0* Subakutna kombinirana degeneracija kralježnične moždine kod bolesti svrstanih drugamo
  - G32.8* Ostali specificirani degenerativni poremećaji živčanog sustava kod bolesti svrstanih drugamo

### (G35-G37) - Demijelinizirajuće bolesti središnjeg živčanog sustava
- G35 Multipla skleroza
  - G35.0 Multipla skleroza

- G36 Druga akutna diseminirana demijelinizacija
  - G36.0 Neuromyelitis optica /Devic/
  - G36.1 Akutni i subakutni hemoragijski leukoencefalitis /Hurst/
  - G36.8 Ostale specificirane akutne diseminirane demijelinizacije
  - G36.9 Akutna diseminirana demijelinizacija, nespecificirana

- G37 Ostale demijelinizirajuće bolesti središnjeg živčanog sustava
  - G37.0 Difuzna skleroza
  - G37.1 Centralna demijelinizacija korpusa kalozuma
  - G37.2 Centralna pontina mijelinoliza
  - G37.3 Akutni transverzni mijelitis kod demijelinizirajuće bolesti središnjega živčanog sustava
  - G37.4 Subakutni nekrotizirajući mijelitis
  - G37.5 Koncentrični sklerozitis /Bal"/
  - G37.8 Ostale specificirane demijelinizirajuće bolesti središnjega živčanog sustava
  - G37.9 Demijelinizirajuća bolest središnjega živčanog sustava, nespecificirana

### (G40-G47) - Epizodni i paroksimalni poremećaji
- G40 Epilepsija
  - G40.0 Vezana uz određeno sijelo (fokalna) (parcijalna) idiopatska epilepsija i epilepsijski sindromi s napadajima lokaliziranog početka
  - G40.1 Vezana uz određeno sijelo (fokalna) (parcijalna) simptomatska epilepsija i epilepsijski sindrom s jednostavnim parcijalnim napadajima
  - G40.2 Vezana uz određeno sijelo (fokalna)(parcijalna) simptomatska epilepsija i epilepsijski sindrom s kompleksnim parcijalnim napadajima
  - G40.3 Generalizirana idiopatska epilepsija i epilepsijski dindromi
  - G40.4 Druga generalizirana epilepsija i epilepsijski sindromi
  - G40.5 Posebni epilepsijski sindromi
  - G40.6 Grand mal napadaji, nespecificirani (s petit mal ili bez njega)
  - G40.7 Petit mal, nespecificiran, bez grand mal napadaja
  - G40.8 Ostale epilepsije
  - G40.9 Epilepsija,nespecificirana

- G41 Status epilepticus
  - G41.0 Grand mal status epilepticus
  - G41.1 Petit mal status epilepticus
  - G41.2 Kompleksni parcijalni epilepsijski status
  - G41.8 Drugi epilepsijski status
  - G41.9 Status epilepticus, nespecificiran

- G43 Migrena
  - G43.0 Migrena bez aure /obična migrena/
  - G43.1 Migrena s aurom /klasična migrena/
  - G43.2 Status migrainosus
  - G43.3 Komplicirana migrena
  - G43.8 Ostale migrene
  - G43.9 Migrena, nespecificirana

- G44 Ostale glavobolje
  - G44.0 Klaster glavobolja
  - G44.1 Vaskularna glavobolja, nesvrstana drugamo
  - G44.2 Tenzijska glavobolja
  - G44.3 Kronična posttraumatska glavobolja
  - G44.4 Glavobolja uzrokovana lijekom, nesvrstana drugamo
  - G44.8 Ostale specificirane glavobolje

- G45 Prolazni cerebralni ishemijski napadaji i sindromi u vezi s njima
  - G45.0 Sindrom vertebro-bazilarne arterije
  - G45.1 Sindrom karotidne arterije (hemisferični)
  - G45.2 Multipli i bilateralni sindrom precerebralne arterije
  - G45.3 Amaurosis fugax
  - G45.4 Prolazna globalna amnezija
  - G45.8 Ostali prolazni cerebralni ishemijski napadaji i sindromi u vezi s njima
  - G45.9 Prolazni cerebralni ishemijski napadaj, nespecificiran

- G46* Vaskularni sindromi mozga kod cerebrovaskularnih bolesti
  - G46.0* Sindrom središnje cerebralne arterije (I66.0)
  - G46.1* Sindrom prednje cerebralne arterije (I66.1)
  - G46.2* Sindrom stražnje cerebralne arterije (I66.2)
  - G46.3* Sindrom apopleksije moždanoga stabla (I60-I67)
  - G46.4* Sindrom cerebelarne apopleksije (I60-I67)
  - G46.5* Motorni lakunarni sindrom (I60-I67)
  - G46.6* Senzorni lakunarni sindrom (I60-I67)
  - G46.7* Ostali lakunarni sindromi (I60-I67)
  - G46.8* Ostali vaskularni sindromi mozga kod cerebrovaskularnih bolesti (I60-I67)

- G47 Poremećaji spavanja
  - G47.0 Poremećaji zaspivanja i trajanja sna /insomnije/
  - G47.1 Poremećaji izrazite somnolencije /hipersomnije/
  - G47.2 Poremećaji ritma spavanja i budnosti
  - G47.3 Apneja u snu
  - G47.4 Narkolepsija i katalepsija
  - G47.8 Ostali poremećaji spavanja
  - G47.9 Poremećaj spavanja, nespecificiran

### (G50-G59) - Poremećaji živaca, živčanih korijena i pleksusa
- G50 Poremećaji trigeminalnog živca
  - G50.0 Neuralgija trigeminusa
  - G50.1 Atipična facijalna bol
  - G50.8 Ostali poremećaji tigeninalnog živca
  - G50.9 Poremećaj trigeminalnog živcam nespecificiran

- G51 Poremećaji facijalnog živca
  - G51.0 Bellova kljenut
  - G51.1 Genikulatni ganglionitis
  - G51.2 Melkerssonov sindrom
  - G51.3 Klonični hemifacijalni spazam
  - G51.4 Facijalna miokimija
  - G51.8 Ostali poremećaji facijalnog živca
  - G51.9 Poremećaj facijalnog živca, nespecificiran

- G52 Poremećaji ostalih kranijalnih živaca
  - G52.0 Poremećaji olfaktornog živca
  - G52.1 Poremećaji glosofaringealnog živca
  - G52.2 Poremećaji vagusa
  - G52.3 Poremećaji hipoglosusa
  - G52.7 Poremećaji više moždanih živaca
  - G52.8 Poremećaji drugih specificiranih moždanih živaca
  - G52.9 Poremećaj moždanog živca, nespecificiran

- G53* Poremećaj kranijalnih živaca kod bolesti svrstanih drugamo
  - G53.0* Neuralgija nakon zostera (B02.2)
  - G53.1* Višestruke kljenuti moždanih živaca kod zaraznih i parazitarnih bolesti svrstanih drugamo (A00-B99)
  - G53.2* Višestruke kljenuti moždanih živaca kod sarkoidoze (D86.8)
  - G53.3* Višestruke kljenuti moždanih živaca kod zloćudnih bolesti (C00-D48)
  - G53.8* Ostali poremećaji moždanih živaca kod ostalih bolesti svrstanih drugamo

- G54 Poremećaji živčanih korijena i pleksusa
  - G54.0 Poremećaji brahijalnoga pleksusa
  - G54.1 Poremećaji lumbosakralnoga pleksusa
  - G54.2 Poremećaji cervikalnih korijena, nesvrstani drugamo
  - G54.3 Poremećaji torakalnih korijena, nesvrstani drugamo
  - G54.4 Poremećaji lumbosakralnih korijena, nesvrstani drugamo
  - G54.5 Neuralgična amiotrofija
  - G54.6 Sindrom fantomskog uda s boli
  - G54.7 Sindrom fantomskog uda bez boli
  - G54.8 Ostali poremećaji živčanih korijena i pleksusa
  - G54.9 Poremećaj živčanog korijena i pleksusa, nespecificiran

- G55* Kompresija živčanih korijena i pleksusa kod bolesti svrstanih drugamo
  - G55.0* Kompresija živčanog korijena i pleksusa kod zloćudnih bolesti (C00-D48)
  - G55.1* Kompresija živčanog korijena i pleksusa kod poremećaja intervertebralnog diska (M50-M51)
  - G55.2* Kompresija živčanog korijena i pleksusa kod spondiloze (M47.-)
  - G55.3* Kompresija živčanog korijena i pleksusa kod ostalih dorzopatija (M45-M46, M48.-, M53-M54)
  - G55.8* Kompresija živčanog korijena i pleksusa kod ostalih drugamo svrstanih bolesti

- G56 Mononeuropatije ruke
  - G56.0 Sindrom karpalnog kanala
  - G56.1 Ostale lezije medijanusa
  - G56.2 Lezija ulnarnog živca
  - G56.3 Lezija radijalnog živca
  - G56.4 Kauzalgija
  - G56.8 Ostale mononeuropatije ruke
  - G56.9 Mononeuropatija ruke, nespecificirana

- G57 Mononeuropatije noge
  - G57.0 Lezija ishijadikusa
  - G57.1 Meralgia paraesthetica
  - G57.2 Lezija femoralnog živca
  - G57.3 Lezija lateralnoga poplitealnog živca
  - G57.4 Lezija medijalnoga poplitealnog živca
  - G57.5 Sindrom tarzalnog kanala
  - G57.6 Lezija plantarnog živca
  - G57.8 Ostale mononeuropatije noge
  - G57.9 Mononeuropatija noge, nespecificirana

- G58 Ostale mononeuropatije
  - G58.0 Interkostalna neuropatija
  - G58.7 Mononeuritis multiplex
  - G58.8 Ostale specificirane mononeuropatije
  - G58.9 Mononeuropatija, nespecificirana

- G59* Mononeuropatija kod bolesti svrstanih drugamo
  - G59.0* Dijabetična mononeuropatija (E10-E14 sa zajedničkim četvrtom znamenkom .4)
- +G59.8* Ostale mononeuropatije kod bolesti svrstanih drugamo

### (G60-G64) - Polineuropatije i ostali poremećaji perifernoga živčanog sustava
- G60 Nasljedna i idopatska neuorpatija
  - G60.0 Nasljedna motorna i senzorna neuropatija
  - G60.1 Refsumova bolest
  - G60.2 Neuropatija udružena s nasljednom ataksijom
  - G60.3 Idiopatska progrsivna neuropatija
  - G60.8 Ostale nasljedne i idiopatske neuropatije
  - G60.9 Nasljedna i diopatska neuropatija,nespecificirana

- G61 Upalne polineuropatije
  - G61.0 Guillain-Barreov sindrom
  - G61.1 Serumska neuropatija
  - G61.8 Ostale upalne polineuropatije
  - G61.9 Upalna polineuropatija, nespecificirana

- G62 Ostale polineuropatije
  - G62.0 Lijekom uzrokovana polineuropatija
  - G62.1 Alkoholna polineuropatija
  - G62.2 Polineuropatija uzrokovana ostalim toksičnim tvarima
  - G62.8 Ostale specificirane polineuropatije
  - G62.9 Polineuropatija, nespecificirana

- G63* Polineuropatija kod bolesti svrstanih drugamo
  - G63.0* Polineuropatija kod infekcijskih i parazitarnih bolesti svrstanih drugamo
  - G63.1* Polineuropatija kod neoplastične bolesti (C00-D48)
  - G63.2* Dijabetična polineuropatija (E10-E14 sa zajedničkom četvrtom znamenkom .4)
  - G63.3* Polineuropatija kod ostalih endokrinih i metaboličkih bolesti (E00-E07, E15-E16, E20-E34, E70-E89)
  - G63.4* Polineuropatija kod manjkave prehrane (E40-E64)
  - G63.5* Polineuropatija kod sistemnih poremećaja vezivnoga tkiva (M30-M35)
  - G63.6* Polineuropatija kod ostalih poremećaja mišićno-koštanog sustava (M00-M25, M40-M96)
  - G63.8* Polineuropatija kod ostalih bolesti svrstanih drugamo

- G64 Ostali poremećaji perifernoga živčanog sustava
  - G64.0 Ostali poremećaji perifernoga živčanog sustava

### (G70-G73) - Poremećaji mioneuralne veze i mišića
- G70 Miastenija gravis i ostali mioneuralni poremećaji
  - G70.0 Miastenija gravis
  - G70.1 Toksični mioneuralni poremećaji
  - G70.2 Prirođena i razvoja miastenija
  - G70.8 Ostali specificirani mioneuralni poremaćaji
  - G70.9 Mioneuralni poremećaji, nespecificiran

- G71 Primarni poremećaji mišića
  - G71.0 Mišićna distrofija
  - G71.1 Miotonični poremećaji
  - G71.2 Prirođene miopatije
  - G71.3 Mitohondrijalna miopatija, nesvrstane drugamo
  - G71.8 Ostali primarni poremećaji mišića
  - G71.9 Primarni poremećaj mišića, nespecificiran

- G72 Ostale miopatije
  - G72.0 Miopatija uzrokovana lijekom
  - G72.1 Alkoholna miopatija
  - G72.2 Miopatija uzrokovana ostalim toksičnim tvarima
  - G72.3 Periodična paraliza
  - G72.4 Upalna miopatija, nesvrstana drugamo
  - G72.8 Ostale specificirane miopatije
  - G72.9 Miopatija, nespecificirana

- G73* Poremećaji mioneuralne veze i mišića kod bolesti svrstanih drugamo
  - G73.0* Mijastenični sindromi kod endokrinih bolesti
  - G73.1* Eaton-Lambertov sindrom (C80)
  - G73.2* Ostali mijastenični sindromi kod zloćudnih bolesti (C00-D48)
  - G73.3* Mijastenični sindromi kod ostalih bolesti svrstanih drugamo
  - G73.4* Miopatija kod zaraznih i parazitarnih bolesti svrstanih drugamo
  - G73.5* Miopatija kod endokrinih bolesti
  - G73.6* Miopatija kod bolesti metabolizma
  - G73.7* Miopatija kod ostalih bolesti svrstanih drugamo

### (G80-G83) - Cerebralna paraliza i ostali paralitični sindromi
- G80 Infantilna cerebralna paraliza
  - G80.0 Spastična cerebralna paraliza
  - G80.1 Spastična diplegija
  - G80.2 Infantilna hemiplegija
  - G80.3 Diskinetična cerebralna paraliza
  - G80.4 Atakstična cerebralna paraliza
  - G80.8 Ostale infantilne cerebralne paralize
  - G80.9 Infantilna cerebralna paraliza, nespecificirana

- G81 Hemiplegija
  - G81.0 Mlohava hemiplegija
  - G81.1 Spastična hemiplegija
  - G81.9 Hemiplegija, nespecificirana

- G82 Paraplegija i tetraplegija
  - G82.0 Mlohava paraplegija
  - G82.1 Spastična paraplegija
  - G82.2 Paraplegija, nespecificirana
  - G82.3 Mlohava tetraplegija
  - G82.4 Spastična tetraplegija
  - G82.5 Tetraplegija, nespecificirana

- G83 Ostali paralitični sindromi
  - G83.0 Diplegija ruku
  - G83.1 Monoplegija noge
  - G83.2 Monoplegija ruke
  - G83.3 Monoplegija, nespecificirana
  - G83.4 Sindrom kaude ekvine
  - G83.8 Ostali specificirani paralitični sindromi
  - G83.9 Paralitični sindrom, nespecificiran

### (G90-G99) - Ostali poremećaji živčanog sustava
- G90 Poremećaji autonomnoga živčanog sustava
  - G90.0 Idiopatska periferna autonomna neuropatija
  - G90.1 Obiteljska disautonomija(Riley-Day)
  - G90.2 Hornerov sindrom
  - G90.3 Multisistemna degeneracija
  - G90.8 Ostali poremećaji autonomnoga živčanog sustava
  - G90.9 Poremećaj autonomnoga živčanog sustava, nespecificiran

- G91 Hidrocefalus
  - G91.0 Komunicirajući hidrocefalus
  - G91.1 Opstruktivni hidrocefalus
  - G91.2 Normotonični hidrocefalus
  - G91.3 Posttraumatski hidrocefalus, nespecificiran
  - G91.8 Drugi hidrocefalus
  - G91.9 Hidrocefalus, nespecificiran

- G92 Toksična encefalopatija
  - G92.0 Toksična encefalopatija

- G93 Ostali poremećaji mozga
  - G93.0 Cerebralna cista
  - G93.1 Anoksično oštećenje mozga, nesvrstano drugamo
  - G93.2 Benigna intrakranijalna hipertenzija
  - G93.3 Sindrom iscrpljenosti nakon virusne infekcije
  - G93.4 Encefalopatija, nespecificirana
  - G93.5 Kompresija mozga
  - G93.6 Edem mozga
  - G93.7 Reyeov sindrom
  - G93.8 Ostali specificirani poremećaji mozga
  - G93.9 Poremećaj mozga, nespecificiran

- G94* Ostali poremećaji mozga kod bolesti svrstanih drugamo
  - G94.0* Hidrocefalus kod zaraznih i parazitarnih bolesti svrstanih drugamo (A00-B99)
  - G94.1* Hidrocefalus kod zloćudnih bolesti (C00-D48)
  - G94.2* Hidrocefalus kod ostalih bolesti svrstanih drugamo
  - G94.8* Ostali specificirani poremećaji mozga kod bolesti svrstanih drugamo

- G95 Ostale bolesti kralježnične moždine
  - G95.0 Siringomijelija i siringobulbija
  - G95.1 Vaskularne mijelopatije
  - G95.2 Kompresija kralježnične moždine, nespecificirana
  - G95.8 Ostale specificirane bolesti kralježnične moždine
  - G95.9 Bolest kralježnične moždine, nespecificirana

- G96 Ostali poremećaji središnjega živčanog sustava
  - G96.0 Istjecanje cerebrospinalne tekućine
  - G96.1 Poremećaji moždanih ovojnica, nesvrstani drugamo
  - G96.8 Ostali specificirani poremećaji središnjeg živčanog sustava
  - G96.9 Poremećaj središnjega živčanog sustava, nespecificiran
  - G97 Poremećaji živčanog sustava nakon medicinskih postupaka, nesvrstani drugamo
  - G97.0 Istjecanje cerebrospinalne tekućine zbog spinalne punkcije
  - G97.1 Ostale reakcije na spinalnu i lumbalnu punkciju
  - G97.2 Intrakranijalna hipotenzija nakon ventrikularnog shunta
  - G97.8 Ostali poremećaji živčanog sustava nakon medicinskih postupaka
  - G97.9 Poremećaj živčanog sustava nakon medicinskih postupaka, nespecificiran

- G98 Ostali poremećaji živčanog sustava, nesvrstani drugamo
  - G98.0 Ostali poremećaji živčanog sustava kod bolesti svstanih drugamo

- G99* Ostali poremećaji živčanog sustava kod bolesti nesvrstanih drugamo
  - G99.0* Autonomna neuropatija kod endokrinih bolesti i bolesti metabolizma
  - G99.1* Ostali poremećaji autonomnoga živčanog sustava kod ostalih bolesti svrstanih drugamo
  - G99.2* Mijelopatija kod bolesti svrstanih drugamo
  - G99.8* Ostali specificirani poremećaji živčanog sustava kod bolesti svrstanih drugamo

## Vanjske poveznice
- MKB-10 G00-G99 2007. - WHO[neaktivna poveznica]